# أبو القاسم الطنبوري
أبو القاسم الطنبوري تاجر عاش في بغداد يتسم بالبخل رغم غناه، ابتدع حوله القصاصون حكايات وطرائف عديدة، أشهرها هي تلك المتعلقة بحذائه.

## حذاؤه
يروى أنه كان لأبي القاسم حذاء قديم، كلما انقطع منه موضع قام بترقيعه بجلد أو قماش، حتى امتلأ حذاؤه بالرقع واشتهر بين الناس. يشكل الحذاء مصدرا للمتاعب والشؤم والبؤس لأبي القاسم حتى بعد محاولاته الحثيثة للتخلص منه. بعد أن يفقره الحذاء ويدمر حياته، يتوجه أبو القاسم الطنبوري للقاضي ليعلن براءته من الحذاء ومما يمكن أن يتسبب به.

## القصة كما تروى
عابه بعض أصحابه وأصرّوا عليه أن يتخلص من حذائه، فقام برمي الحذاء في مرمى القمامة وعاد إلى بيته، وفي الطريق مر بالسوق فوجد زجاجات رائعة الجمال للبيع، فأعجبته ولكنه ليس في حاجةٍ لها كما أنها غالية الثمن، فتركها وسار في طريقه، فوجد مسكاً رائعاً للبيع فأعجبه وقرر أن يشتريه ولكنه قال : لا يصلح هذا المسك إلا في تلك الزجاجات، فعاد إلى الأول واشترى منه الزجاجات، وعاد إلى الثاني واشترى منه المسك ذهب إلى البيت ووضع المسك في الزجاجات ووضعها على رف في البيت وخرج لبعض شأنه. كان هناك رجل قد مر بجانب النفايات فرأى حذاء الطنبوري ملقىً في القمامة ولم يتصور أن الطنبوري سوف يرمي حذاءه، فقال : لعل بعض الأشقياء هو الذي فعل هذا وسوف أردها إلى الطنبوري. فأخذ الحذاء وذهب بها إلى بيت الطنبوري، فقرع الباب فلم يرد أحد عليه، فرأى النافذة مفتوحة فقذف بالحذاء من النافذة بالطبع فهمتم ما الذي حدث …… لقد كسر الزجاجات وانسكب كل المسك على الأرض ولم يبق منه شيء عاد الطنبوري إلى البيت فرأى كل شيء، ورأى ذلك الحذاء بجانب الزجاجات ,فقال : لعنك الله من حذاء. أخذ حذاءه وذهب بها إلى النهر وألقاها هناك وكان هناك صياداً قد ألقى شباكه في النهر فعلقت بها حذاء الطنبوري، وعندما وجد الحذاء قال : لابد أن أصنع إليه معروفاً وأعيد إليه حذاءه وفعلاً ذهب إلى الطنبوري وأعاد إليه الحذاء، فأخذها الطنبوري ووضعها على سطح بيته لتجف من البلل، فمر قط من سطح البيت فرأى الحذاء فظنها قطعة لحم فأخذها بفمه، فنهره الطنبوري، فهرب القط بالحذاء في فمه وأخذ يقفز فوق أسطح المنازل، فسقطت منه الحذاء على امرأة حامل فأسقطت حملها فأخذ زوجها الحذاء وذهب إلى القاضي شاكياً من فعله الطنبوري بامرأته بالطبع كان عذر الطنبوري غير مقنع، فحكم عليه القاضي بدية الجنين وعاقبه على فعلته وأذيته لجيرانه، وأعاد إليه الحذاء، فقال : لعنك الله من حذاء ثم إنه قال : سوف ألقيها هذه المرة في مكان لا يصل إليها أحد. فذهب بها إلى الحش (المجاري بلغة عصرنا) وألقاها في أحد المجاري، وعاد إلى منزله وكله فرح وسرور مرّ يوم أو يومان فطفحت المجاري بالطريق وآذت الناس. فأتوا بعمال لتنظيف المجرى المسدود، فوجدوا حذاء الطنبوري فرفعوا أمره إلى القاضي، فحبسه وجلده على فعلته، وأعاد إليه الحذاء، فقال : لعنك الله من حذاء فقال : ليس هناك من حل إلا بحفر حفرةً في الأرض ودفن الحذاء بها. وفعلاً في ساعة من الليل أخذ مسحاته وخرج إلى خارج البيت وأخذ يحفر في مكان بعيد بجانب جدار، فسمع الجيران صوت الحفر فظنوا أنه سارق يريد نقب الجدار، فأبلغوا الشرطة، فجاء الحرس فوجدوا الطنبوري يحفر بجانب الجدار، وعندما سألوه عن السبب، قال : لأدفن الحذاء وبالطبع عذرٌ غير مقنع، فحبسوه إلى الصبح، ثم رفع أمره إلى القاضي، فلم يقبل من عذره وجلده وحبسه بتهمة محاولة السرقة وأعاد إليه الحذاء، فقال : لعنك الله من حذاء فاهتدى أخيراً إلى طريقة …… ذهب إلى الحمام العام (تشبه المسابح العامّة في عصرنا هذا) وترك الحذاء خارج الحمام وعاد إلى بيته وليأخذه من يأخذه صادف ذلك وجود أحد الأمراء في الحمام، وقد جاء سارق وسرق حذاء الأمير، وعندما خرج الأمير لم يجد الحذاء من أخذها ؟؟ قالوا : ننتظر وصاحب آخر حذاء هو السارق ونبحث عنه، فلم يبق إلا حذاء الطنبوري وبالطبع لا حاجة للبحث عن السارق من يكون فقد عرفه كل أهل بغداد بهذا الحذاء رفع أمره إلى القاضي بتهمة سرقة حذاء الأمير، فغرّمه القاضي قيمة الحذاء وجُلد وأُعيدت إليه حذاؤه، فقال : لعنك الله من حذاء وأخيراً قال : سوف أخرج إلى خارج بغداد وأدفنها هناك خرج إلى الصحراء، وأخذ يحفر في الأرض …… فداهمه الحرس وأخذوه إلى السجن ورفعوا أمره إلى القاضي، وجيء به إلى القاضي، فقالوا : قد عثرنا على القاتل وكانوا قد وجدوا رجلاً مقتولاً في هذا المكان، وعندما حملوه وجدوا تحته آثار حفر، فحفروا فوجدوا كيساً من الذهب، فقالوا : إن القاتل إنما يريد الذهب ولابد أن يعود للبحث عنه، فاختبؤوا وأخذوا في مراقبة المكان فجاء الطنبوري يحفر في المكان نفسه فأقسم لهم الأيمان أنه لم يقتل أحد وأقام الشهود والبينات أنه لم يخرج من بغداد منذ زمن، وأخذ يقيم الحجج على ذلك حتى ثبتت براءته، فأطلق القاضي سراحه ولكن بعد تأديبه على إزعاجه للحرس المكلفين بمراقبة المكان بسببٍ تافهٍ جداً وهو دفن الحذاء فقال للقاضي : يا سيدي اكتب صكاً بيني وبين هذا الحذاء أني بريءٌ منه فقد أفقرني وفعل بي الأفاعيل، وقص عليه ما تعرض له بسبب الحذاء.
صار حذاء أبي القاسم الطنبوري مضرب المثل لما يعسر التخلص منه أو لما هو مشؤوم، فيقال مثل حذاء الطنبوري
نص أخر
كان في بغداد رجل اسمه أبو القاسم الطنبوري، وكان له مداس، وهو يلبسه سبع سنين، وكان كلما تقطع منه موضع جعل مكانه رقعة إلى أن صار في غاية الثقل، وصار الناس يضربون به المثل.
فاتفق أنه دخل يومًا سوق الزجاج، فقال له سمسار: يا أبا القاسم ؛ قد قدم إلينا اليوم تاجر من حلب،ومعه حمل زجاج مذهب قد كسد، فاشتره منه، وأنا أبيعه لك بعد هذه المدة؛ فتكسب به المثل مثلين!فمضى واشتراه بستين دينارًا، ثم إنه دخل إلى سوق العطارين؛ فصادفه سمسار آخر، وقال له:
يا أبا القاسم؛ قد قدم إلينا اليوم من نصيبين تاجر، ومعه ماء ورد، ولعجلة سفره، يمكن أن تشتريه منه رخيصًا، وأنا أبيعه لك فيما بعد، بأقرب مدة؛ فتكسب به المثل مثلين ! فمضى أبو القاسم، واشتراه أيضًا بستين دينارًا أخرى، وملأ به الزجاج المذهب وحمله، وجاء به فوضعه على رف من رفوف بيته في الصدر! ، ثم إن أبا القاسم دخل الحمام يغتسل ، فقال له بعض أصدقائه: يا أبا القاسم ،أشتهي أن تغير مداسك هذا! فإنه في غاية الشناعة! وأنت ذو مال بحمد لله! فقال له أبو القاسم: الحق معك؛ فالسمع والطاعة.
ثم إنه خرج من الحمام، ولبس ثيابه، فرأى بجانب مداسه مداسًا آخر جديدًا، فظن أن الرجل من كرمه اشتراه له، فلبسه، ومضى إلى بيته !وكان ذلك المداس الجديد للقاضي، وقد جاء في ذلك اليوم إلى الحمام، ووضع مداسه هناك، ودخل يستحم ، فلما خرج فتش عن مداسه، فلم يجده، فقال: أمن لبس حذائي لم يترك عوضه شيئًا؟ ففتشوا، فلم يجدوا سوى مداس أبي القاسم  فعرفوه؛ لأنه كان يضرب به المثل! فأرسل القاضي خدمه، فكبسوا بيته فوجدوا مداس القاضي عنده، فأحضره القاضي، وضربه تأديبًا له، وحبسه مدة، غرمه بعض المال وأطلقه ، فخرج أبو القاسم من الحبس، وأخذ حذاءه، وهو غضبان، ومضى إلى دجلة، فألقاه فيها ، فغاص في الماء! فأتى بعض الصيادين ورمى شبكته ، فطلع فيها ، فلما رآه الصياد عرفه، وظن أنه وقع منه في دجلة، فحمله وأتى به بيت أبي القاسم، فلم يجده،  فنظر فرأى نافذة إلى صدر البيت،  فرماه منها إلى البيت، فسقط على الرف الذي فيه الزجاج،  فوقع، وتكسر الزجاج وتندد ماء الورد
فجاء أبو القاسم ونظر إلى ذلك، فعرف الأمر؛ فلطم وجهه، وصاح يبكي وقال: وا فقراه! أفقرني هذا المداس الملعون، ثم إنه قام؛ ليحفر له في الليل حفرة، ويدفنه فيها ، ويرتاح منه ، فسمع الجيران حسن الحفر، فظنوا أن أحدًا ينقب عليهم، فرفعوا الأمر إلى الحاكم، فأرسل إليه ، وأحضره، وقال له: كيف تستحل أن تنقب على جيرانك حائطهم؟ وحبسه، ولم يطلقه حتى غرم بعض المال، ثم خرج من السجن ومضى وهو حردان من المداس، وحمله إلى كنيف الخان ، ورماه فيه ، فسد قصبة الكنيف، ففاض وضجر الناس من الرائحة الكريهة، وبحثوا عن السبب،  فوجدوا مداسًا ؛ فتأملوه، فإذا هو مداس أبي القاسم، فحملوه إلى الوالي، وأخبروه بما وقع، فأحضره الوالي، ووبخه وحبسه، وقال له: عليك تصليح الكنيف، فغرم جملة مال، وأخذ منه الوالي مقدار ما غرم، تأديبًا له، وأطلقه ، فخرج أبو القاسم والمداس معه، وقال - وهو مغتاظ منه - : ولله ما عدت أفارق هذا المداس.
ثم إنه غسله وجعله على سطح بيته حتى يجف، فرآه كلب، فظنه رمة فحمله ، وعبر به إلى سطح آخر، فسقط من الكلب على رأس رجل،  فآلمه وجرحه جرحًا بليغًا،  فنظروا وفتشوا لمن المداس؟ فعرفوا أنه لأبي القاسم! فرفعوا الأمر إلى الحاكم، فألزمه بالعوض، والقيام بلوازم المجروح مدة مرضه، فنفذ عند ذلك جميع ما كان له، ولم يبق عنده شيء، ثم إن أبا القاسم أخذ المداس، ومضى به إلى القاضي، وقال له أريد من مولانا القاضي أن يكتب بيني ويبن هذا المداس مباراة شرعية على أنه ليس مني ولست منه ، وأن كلا منا بريء من صاحبه ، وأنه مهما يفعله هذا المداس لا أؤخذ به أنا، وأخبره بجميع ما جرى عليه منه، فضحك القاضي منه ووصله وجزله ومضى.

## في وسائل الإعلام
تم تجسيد الشخصية في المسلسل الأردني حذاء الطنبوري.
وفي مسلسل كاني وماني الكوميدي ( عبد الناصر درويش بدور الطنبوري ، وحسن البلام بدور الوالي ).